# Лещенко Петро Костянтинович
Петрó Костянти́нович Лéщенко (псевдонім — Мартинович; нар. 2(14) червня 1898, 3 липня похрещений, с. Ісаєве, Одеський повіт, Херсонська губернія, Російська імперія — пом. 16 липня 1954, Бухарест, Румунська Народна Республіка) — естрадний співак, танцюрист (виконавець народних і характерних танців), гітарист українського походження.

## Життєпис
Народився у селі Ісаєве Херсонської губернії поза шлюбом у селянській сім'ї, вивезений матір'ю немовлям до Кишинева (тепер Молдова). З дитинства співав у церковному хорі. Систематичної музичної освіти не мав, вивчав теорію музики в митрополичій капелі під керівництвом О. Березовського.
З 1914 року навчався в Кишинівській школі прапорщиків, звідки був достроково мобілізований у діючу армію. Служив у 7-му Донському козацькому полку до листопада 1916 року. Вступив до Київської піхотної школи, яку закінчив у березні 1917 року, отримавши звання прапорщика. У серпні цього ж року був сильно поранений і контужений, потрапив у шпиталь у Кишинів. Після приєднання Бессарабії до Румунії в 1918 році опинився у вимушеній еміграції. Працював псаломщиком у церкві, помічником регента, а також співав у вокальному квартеті і виступав з танцювальними номерами в кінотеатрах і кав'ярнях Кишинева.
З 1923 року навчався в балетній школі в Парижі, Франція, у класі колишньої балерини Маріїнського театру В. Трефілової. Того ж року підготував пісенно-танцювальну програму (разом із дружиною, балериною З. Закітт), з якою впродовж наступних років гастролював країнами Європи і Близького Сходу — у Парижі, Бейруті, Дамаску, Атенах, Салоніках, Стамбулі. У 1928 році повернувся до Кишинева. Взимку 1930 року подружжя виїхало до Риги, звідки й пішла всесвітня слава Петра Лещенка як співака. Для нього писали шлягери в сучасних ритмах танго і фокстротів композитори Оскар Строк і Марк Мар'яновський, а грамплатівки з його записами розходилися по світу величезними накладами. Ф. Шаляпін зазначав, що платівки з записами Лещенка значно переважали за популярністю його власні платівки. В СРСР творчість співака офіційно вважали ідеологічно шкідливою, «кабацькою» і низькопробною, ім'я Лещенка як «білоемігранта», а пізніше — ще й «фашиста», «зрадника Батьківщини» було під забороною; його записи потрапляли до країни контрабандою.
У 1933 році подружжя Лещенків переїхало до Бухареста. Впродовж 1930-х і на початку 1940-х років співак гастролював у Лондоні (1935), Ризі (1938), Парижі (1940). У 1941 році знову повернувся в Бухарест.
У 1942—1943 роках перебував і виступав з концертами в Одесі, окупованій німецько-румунськими військами. Тоді ж познайомився зі своєю другою дружиною, Лещенко Вірою Георгіївною. З 1944 року, після визволення Бухареста Радянською армією, давав концерти у радянських військових гарнізонах, офіцерських клубах, шпиталях. Звертався до радянського керівництва з проханням про надання йому радянського громадянства, але безуспішно. З 1948 року був артистом Театру естради в Бухаресті.

26 березня 1951 року заарештований під час концерту у м. Брашові, Румунія, за прямою вказівкою радянських спецслужб. Був ув'язнений в Бухаресті за звинуваченням у «співробітництві з окупантами», після завершення слідства відбував покарання на будівництві Дунайського каналу. Помер у тюремній лікарні у Бухаресті від виразки шлунку.

## Творчість
Петро Лещенко відомий насамперед як естрадний співак. Виконував популярні пісні, романси, танго, фокстроти, куплети на музику М. Богословського, Ісаака Дунаєвського, М. Мар'яновського, Є. Петерсбурзького, Б. Прозоровського, О. Строка та інших композиторів. Виконував на сцені також українські, російські, циганські народні пісні, частівки тощо. Творчій манері співака були притаманні яскравий темперамент, гумор, віртуозне володіння вокальною технікою, хоча заангажована офіційна критика давала йому несправедливі негативні оцінки («ресторанний співак», «виконавець дурних пісеньок» тощо).

### Українські пісні в репертуарі П. Лещенка
- Комарик (Ой, що ж то за шум учинився). Народна пісня.
- Карії очі (Д. Бонковський-К. Думитрашко).

## Галерея

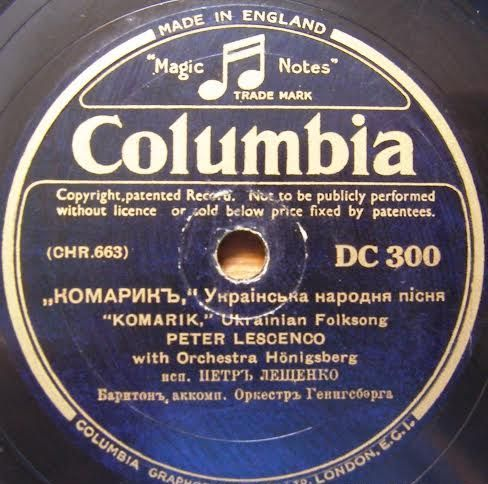
Пластинка з записом «Комарика».
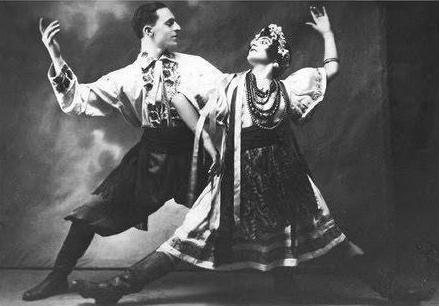
П. Лещенко з дружиною в українському вбранні.

## Вшанування пам'яті
28 квітня 2016 року відповідно до Закону України «Про засудження комуністичного та націонал-соціалістичного (нацистського) тоталітарного режимів та заборону пропаганди їхньої символіки» та політики декомунізації України в Одесі було перейменовано декілька вулиць. Зокрема, було увічнено пам'ять Лещенка і його ім'ям було названо колишню вулицю Комінтерна.
Також у рідному селі Ісаєве перейменували вулицю Леніна на честь Петра Лещенка.